# Spirontocaris gurjanovae
Spirontocaris gurjanovae is een garnalensoort uit de familie van de Hippolytidae. De wetenschappelijke naam van de soort is voor het eerst geldig gepubliceerd in 1955 door Kobjakova.